# ويليام سميث (سياسي أمريكي مواليد 1720)
ويليام سميث (بالإنجليزية: William Smith)‏ هو سياسي أمريكي، ولد في 28 يونيو 1720، وتوفي في 17 مارس 1799. انتخب عضو مجلس ولاية نيويورك.